# UFC Fight Night: Lee vs. Oliveira
UFC Fight Night: Lee vs. Oliveira（ユーエフシー・ファイトナイト：リー・バーサス・オリベイラ、別名UFC Fight Night 170、UFC on ESPN+ 28）は、アメリカ合衆国の総合格闘技団体「UFC」の大会の一つ。2020年3月14日、ブラジル・ブラジリアのニルソン・ネルソン・ジムナジウムで開催された。

## 大会概要
本大会ではケビン・リーとチャールズ・オリベイラのライト級戦が組まれた。
本大会は新型コロナウイルスの影響で、UFC史上初となる無観客での開催となった。

## 試合結果

### プレリミナリーカード
第1試合 女子バンタム級 5分3R
○  ブア・マレッキ vs.  ヴェロニカ・マセド ×
3R終了 判定3-0（29-28、29-28、29-28）
第2試合 フライ級 5分3R
○  ダビッド・ドボジャーク vs.  ブルーノ・シウバ ×
3R終了 判定3-0（29-28、29-28、29-28）
第3試合 女子フライ級 5分3R
○  マリーナ・モロズ vs.  メイラ・ブエノ・シウバ ×
3R終了 判定3-0（29-28、29-28、29-28）
第4試合 バンタム級 5分3R
△  エンリケ・バルソラ vs.  ハニ・ヤヒーラ △
3R終了 判定1-0（29-28、28-28、28-28）
第5試合 ウェルター級 5分3R
○  エリゼウ・ザレスキ・ドス・サントス vs.  アレクセイ・クンチェンコ ×
3R終了 判定3-0（29-28、29-28、29-28）
第6試合 女子ストロー級 5分3R
○  アマンダ・ヒバス vs.  ランダ・マルコス ×
3R終了 判定3-0（30-26、30-25、30-25）
第7試合 フライ級 5分3R
○  ブランドン・モレノ vs.  ジュシー・フォルミーガ ×
3R終了 判定3-0（30-27、29-28、29-28）

### メインカード
第8試合 ライト級 5分3R
○  フランシスコ・トリナウド vs.  ジョン・マクデッシ ×
3R終了 判定3-0（30-27、30-27、29-28）
第9試合 ライトヘビー級 5分3R
○  ニキータ・クリロフ vs.  ジョニー・ウォーカー ×
3R終了 判定3-0（30-27、29-28、29-28）
第10試合 ライト級 5分3R
○  ヘナート・モイカノ vs.  ダミア・ハゾビック ×
1R 0:44 リアネイキドチョーク
第11試合 ウェルター級 5分3R
○  ギルバート・バーンズ vs.  デミアン・マイア ×
1R 2:34 TKO（左フック→パウンド）
第12試合 158.5ポンド契約
○  チャールズ・オリベイラ vs.  ケビン・リー ×
3R 0:28 ギロチンチョーク
※リーの体重超過によりライト級から変更

### 各賞
ファイト・オブ・ザ・ナイト：マリーナ・モロズ vs. メイラ・ブエノ・シウバ
パフォーマンス・オブ・ザ・ナイト：チャールズ・オリベイラ、ギルバート・バーンズ
各選手にはボーナスとして5万ドルが授与された。

### カード変更
負傷などによるカードの変更は以下の通り。